# المنزاعة (جبلة)

تعديل مصدري - تعديل

المنزاعة محلة تابعة لقرية اكمة عراف، التابعة لعزلة الاصابح بمديرية جبلة إحدى مديريات محافظة إب في الجمهورية اليمنية، بلغ تعداد سكانها 118 حسب تعداد اليمن لعام 2004.